# Calypso (1756)
Pour les autres navires du même nom, voir Calypso (homonymie).
La Calypso est une corvette construite en 1756 à Brest, en service dans la Marine royale française entre 1756 et 1763.

## Histoire
En 1759, la Calypso, commandée par l’enseigne Paul Alexandre du Bois-Berthelot, fait partie de l'escadre de 21 vaisseaux du maréchal de France Hubert de Brienne de Conflans concentrée à Brest en vue d'un débarquement en Angleterre. Elle participe à la bataille des Cardinaux le 20 novembre 1759.
Au lendemain de la défaite française, la Calypso se réfugie avec 6 autres vaisseaux, le Brillant, le Robuste, l’Inflexible, le Glorieux, l’Éveillé, le Dragon et le Sphinx, accompagnés de deux frégates — la Vestale et l’Aigrette — et d’une autre corvette — le Prince Noir — dans l’estuaire de la Vilaine. En raison du manque de visibilité, le Glorieux et l’Éveillé s’envasent. Si les dommages de l’Éveillé sont sans conséquences, le Glorieux déplore une voie d’eau ; l’Inflexible, d’autre part, a perdu ses mâts de misaine et de beaupré.
Il faut plus de deux ans et demi d'effort aux deux officiers nommés par le duc d'Aiguillon, Charles-Henri-Louis d'Arsac de Ternay et Charles Jean d'Hector, pour sortir les navires de l’embouchure de la Vilaine. Dans la nuit du 6 au 7 janvier 1761, par une forte brume, puis au milieu d'un violent orage, le Dragon et le Brillant, sous le commandement de Ternay et d'Hector, puis la Vestale, l’Aigrette et la Calypso réussissent à rejoindre Brest ou Rochefort ; la frégate la Vestale est reprise le 9 janvier par le HMS Unicorn,, alors que l’Aigrette remporte son affrontement contre le HMS Seahorse.
La Calypso, atteint Brest mais doit subir un combat durant son voyage et son capitaine, l’enseigne Desforges, meurt à son arrivée.
En août 1763, la frégate est transformée en chebec à trois mâts.